# Wielkogłowowate
Wielkogłowowate, żółwie wielkogłowe (Platysternidae) – monotypowa rodzina żółwi z podrzędu żółwi skrytoszyjnych. Ich charakterystyczną cechą jest nieproporcjonalnie duża głowa pokryta jedną dużą, gładką, rogową tarczą otaczającą całą grzbietową powierzchnię głowy. Jedynym przedstawicielem tej rodziny jest występujący w południowo-wschodniej Azji wielkogłów potokowy.

## Systematyka
Do rodziny należy jeden rodzaj:
- Platysternon Gray, 1831 – jedynym przedstawicielem jest Platysternon megacephalum Gray, 1831 – wielkogłów potokowy